# آنجلا آمس
آنجلا آمس (انگلیسی: Angela Aames; ۲۷ فوریهٔ ۱۹۵۶ – ۲۷ نوامبر ۱۹۸۸) یک هنرپیشه اهل ایالات متحده آمریکا بود. وی بین سال‌های ۱۹۷۸ تا ۱۹۸۸ میلادی فعالیت می‌کرد.

## گزیده از فیلمشناسی
از فیلم‌ها یا برنامه‌های تلویزیونی که وی در آن نقش داشته‌است می‌توان به آثار زیر اشاره کرد.
- صورت‌زخمی (فیلم ۱۹۸۳) (۱۹۸۳)
- پارتی مجردی (فیلم ۱۹۸۴) (۱۹۸۴)
- چیرز (۱۹۸۲)
- آلیس (مجموعه تلویزیونی) (۱۹۸۴)
- پسر پاییز (مجموعه تلویزیونی) (۱۹۸۴–۸۶)